# State of Euphoria
State of Euphoria és el quart àlbum d'estudi del grup americà de thrash metal Anthrax. Va ser publicat el setembre de 1988 per Megaforce Worldwide/Island Entertainment.

## Llista de cançons
1. "Be All, End All" (Anthrax) – 6:22
2. "Out of Sight, Out of Mind" (Anthrax) – 5:13
3. "Make Me Laugh" (Anthrax) – 5:41
4. "Antisocial" (Bernie Bonvoisin, Norbert Krief) – 4:27
5. "Who Cares Wins" (Anthrax) – 7:35
6. "Now It's Dark" (Anthrax) – 5:34
7. "Schism" (Anthrax) – 5:27
8. "Misery Loves Company" (Anthrax) – 5:40
9. "13" (Anthrax) – 0:49
10. "Finale" (Anthrax) – 5:47

## Personal
- Joey Belladonna – Cantant
- Dan Spitz – Guitarra
- Scott Ian – Guitarra rítmica, veu de fons
- Frank Bello – Baix, veu de fons
- Charlie Benante – Bateria
- Anthrax – Productor
- Mark Dodson – Productor
- Carol Freedman – Cello
- Alex Perialas – Engineer, Associate Producer
- Jon Zazula – Executive Producer
- Marsha Zazula – Executive Producer
- Bridget Daly – Assistant Engineer
- Don Brautigam – Artwork
- Gene Ambo – Photography
- Mort Drucker – Artwork
- Paul Speck – Assistant Engineer